# James Stewart z Moray (1531)
James Stewart z Moray (1531 – 23. ledna 1570) z dynastie Stuartovců byl nemanželským synem krále Jakuba V. Skotského. 

## Životopis
Narodil se kolem roku 1531 jako nejpozoruhodnější z mnoha nemanželských dětí krále Jakuba V. Skotského. Jeho matka Margaret Erskine byla královou oblíbenou milenkou. Byla dcerou lorda Johna Erskine a manželkou sira Roberta Douglase of Lochleven.
James Stewart byl regentem Skotska za nezletilého synovce krále Jakuba VI. Skotského od roku 1567 až do své smrti roku 1570, kdy byl zavražděn.